# Quiéreme si te atreves
Quiéreme si te atreves (2003) es una película francesa dirigida por Yann Samuell y protagonizada por Guillaume Canet y Marion Cotillard. Su título original, en francés, es Jeux d'enfants.

## Trama
El pequeño Julien recibe un regalo de su madre (una pequeña caja de hojalata a la que le tiene mucho aprecio). Entonces entabla amistad con una compañera polaca de clase llamada Sophie y deciden jugar a un curioso juego: capaz o incapaz. El juego trata de que quien tenga la caja le propone un reto al otro, si lo acepta y lo cumple, tendrá como premio la caja y por lo tanto la decisión de poner el próximo reto. Pero, los años pasan Julien (Guillaume Canet) y Sophie (Marion Cotillard) aun conservan su amistad por lo que deciden pasar a otra fase del juego, donde este juego deja de ser un juego simpático y se vuelve una fase más peligrosa con retos más atrevidos.
Monólogo extraído de la película:

«Felicidad en estado puro, bruto, natural, volcánico, ¡que gozada! Era lo mejor del mundo... Mejor que la droga, mejor que la heroína, mejor que el costo, coca, crack, chutes, porros, hachís, rayas, petas, hierba, marihuana, cannabis, canutos, anfetas, tripis, ácidos, LSD, éxtasis. Mejor que el sexo, que una felación, que un 69, una orgía, una paja, el sexo tántrico, el kamasutra, las bolas chinas. Mejor que la Nocilla y los batido de plátano. Mejor que la trilogía de George Lucas, que la serie completa de los Teleñecos, que el fin del milenio. Mejor que los andares de Ally McBeal, Marilyn, la Pitufina, Lara Croft, Naomi Campbell y que el lunar de Cindy Crawford. Mejor que la cara B de Abbey Road, que los solos de Hendrix. Mejor que el pequeño paso de Neil Armstrong sobre la Luna, el Space Mountain, Papá Noel, la fortuna de Bill Gates, los trances del dalái lama, las experiencias cercanas a la muerte, la resurrección de Lázaro. Todos los chutes testosterona de Schwarzenegger, el colágeno de los labios de Pamela Anderson. Mejor que Woodstock y las raves más orgásmicas... Mejor que los excesos del Marqués de Sade, Rimbaud, Morrison y Castaneda. Mejor que la libertad... Mejor que la vida».

## Reparto
- Guillaume Canet – Julien Janvier.
- Marion Cotillard – Sophie Kowalsky.
- Thibault Verhaeghe – Julien de 8 años.
- Joséphine Lebas-Joly – Sophie de 8 años.
- Emmanuelle Grönvold – Madre de Julien.
- Gérard Watkins – Padre de Julien.
- Gilles Lellouche – Sergei Nimov Nimovitch.
- Julia Faure – Hermana de Sophie.
- Laetizia Venezia – Christelle Louise Bouchard.
- Élodie Navarre – Aurélie Miller.
- Nathalie Nattier – Sophie anciana.
- Robert Willar – Julien anciano.
- Frédéric Geerts – Igor.
- Manuela Sánchez – Maestra.
- Philippe Drecq – Director de la escuela.

## Banda sonora
La canción La Vie en Rose prevalece durante la película y toma parte en la mayoría de la banda sonora. Diferentes versiones de esta canción son usadas, incluyendo la versión original de Édith Piaf, así como versiones posteriores de Donna Summer, Louis Armstrong, grupo Trio Esperança de Brasil (cantado a capela) y de la cantante de pop francés Zazie, así como varios cortes instrumentales.

## Premios y nominaciones

### Gijón Film Festival
| Año  | Categoría                                     | Receptor     | Resultado |
| ---- | --------------------------------------------- | ------------ | --------- |
| 2003 | Premio del jurado joven al mejor largometraje | Yann Samuell | Ganador   |
| 2003 | Mejor director                                | Yann Samuell | Nominado  |

### Newport Beach Film Festival
| Año  | Categoría    | Receptor         | Resultado |
| ---- | ------------ | ---------------- | --------- |
| 2004 | Mejor Actriz | Marion Cotillard | Ganadora  |
| 2004 | Mejor Drama  | Yann Samuell     | Ganador   |

### Palm Springs Film Festival
| Año  | Categoría      | Receptor     | Resultado |
| ---- | -------------- | ------------ | --------- |
| 2004 | Mejor Película | Yann Samuell | Ganador   |